# Maison de Jehan Bourdichon
La maison de Jehan Bourdichon est situé à Tours dans le Vieux-Tours, au 3 rue de la Serpe. Le monument fait l’objet d’une inscription au titre des monuments historiques depuis 1948.